# Jánský zámeček
Jánský zámeček (Johanneshof) v Broumově je pojmenován podle sochy sv. Jana Nepomuckého, která stávala v parku před ním. Někdy uváděn také jako Kastnerův zámeček (Kastner schlösschen), snad po některém z majitelů. Stojí vpravo od silnice ze Zadního Chodova obklopen již dávno neudržovaným parkem.
V písemných pramenech poprvé uveden roku 1818 právě jako Kastner schlösschen s podrobným popisem vnitřního uspořádání. Využíván byl jako obydlí lesníků a úředníků na penzi, příležitostně také jako lovecký zámeček vrchnosti.
Kdy přesně byl postaven není možno určit – některé prameny uvádějí konec 18. století, jinde se uvádí jako nejstarší z broumovských zámků, což by jeho vznik posunulo před rok 1750, neboť tehdy byl nejspíš založen zámek sv. Víta.
Jisté není ani kým konkrétně byl založen, jen že se jednalo o příslušníka bavorského hraběcího rodu Haimhausenů, jemuž patřilo celé zdejší panství po dlouhou dobu a jehož členové založili nejen všechny tři broumovské zámečky, ale i průmyslové provozy, jejichž pozůstatky jsou k nalezení podél Hamerského potoka.
I přes značnou zchátralost celého objektu je i dnes patrné, že se jedná o stavbu pozdně barokní až klasicistní obdélníkového půdorysu. Přestože na katastrální mapě z roku 1838 je zakreslen čtvercový půdorys, stavba sama nevykazuje žádné známky postupné přestavby od popisu z roku 1818 a je tedy možné, že při jejím zakreslovaní došlo k pochybení.
Zámek je nemovitou kulturní památkou číslo 34304/4-1979, přiléhající park pak významným krajinným prvkem.
Celý objekt je velmi zchátralý a dlouhodobě neudržovaný. V současné době je rekonstruován soukromým vlastníkem.